# Blaise Rogeau
Blaise Rogeau né le 26 novembre 1994 en France, est un joueur de hockey sur gazon français,. Il évolue au poste d'attaquant à la Gantoise, en Belgique et avec l'équipe nationale française.

## Carrière

### Coupe du monde
- Top 8 : 2018[5].

### Championnat d'Europe
- Top 8 : 2021

### Hockey Series
- : 2018-2019[6]